# Bojan Janković
Bojan Janković (serbisch-kyrillisch Бојан Јанковић; * 9. Juni 1984 in Belgrad, SFR Jugoslawien) ist ein serbischer Eishockeyspieler, der seit 2012 beim HK Vitez Belgrad in der serbischen Eishockeyliga unter Vertrag steht.

## Karriere
Bojan Janković begann seine Karriere als Eishockeyspieler in seiner Heimatstadt beim HK Partizan Belgrad, für den er als 17-Jähriger in der jugoslawischen Eishockeyliga (seit 2003: Serbisch-montenegrinische Eishockeyliga) debütierte. 2005 wechselte er zum Lokalrivalen KHK Roter Stern Belgrad, von dem er allerdings bereits nach einem Jahr zu seinem Stammverein zurückkehrte. Mit Partizan wurde er 2007, 2008 und 2009 serbischer Meister. Anschließend ging er erneut ein Jahr zum Roten Stern, spielte dann aber von 2010 bis 2012 wieder für Partizan und konnte mit dem Klub neben den beiden serbischen Meistertiteln 2011 und 2012 auch jeweils die Slohokej Liga gewinnen. 2012 wechselte er zum HK Vitez Belgrad, für den er seither in der serbischen Liga spielt. In seiner ersten Spielzeit für Vitez war er als zweitbester Vorlagengeber und drittbester Scorer der Liga maßgeblich daran beteiligt, dass sein neuer Klub serbischer Vizemeister wurde.

### International
Im Juniorenbereich nahm Janković für Jugoslawien an den U18-Weltmeisterschaften 2001 und 2002 jeweils in der Division III sowie der U20-Weltmeisterschaft 2003 in der Division II und für Serbien und Montenegro in der U20-Weltmeisterschaft 2004 ebenfalls in der Division II teil.
Im Herrenbereich spielte Janković für die serbisch-montenegrinische Mannschaft bei den Weltmeisterschaften 2004 und 2005 in der Division II sowie beim Qualifikationsturnier für die Olympischen Winterspiele in Turin 2006. Nach der Abspaltung Montenegros nahm er mit der serbische Mannschaft an den Weltmeisterschaften der Division II 2007, 2009 und 2011 teil.

## Erfolge und Auszeichnungen
- 2002 Aufstieg in die Division II bei der U18-Weltmeisterschaft der Division II
- 2007 Serbischer Meister mit dem HK Partizan Belgrad
- 2008 Serbischer Meister mit dem HK Partizan Belgrad
- 2009 Serbischer Meister mit dem HK Partizan Belgrad
- 2009 Aufstieg in die Division I bei der Weltmeisterschaft der Division II, Gruppe A
- 2011 Serbischer Meister mit dem HK Partizan Belgrad
- 2011 Gewinn der Slohokej Liga mit dem HK Partizan Belgrad
- 2012 Serbischer Meister mit dem HK Partizan Belgrad
- 2012 Gewinn der Slohokej Liga mit dem HK Partizan Belgrad

## Slohokej Liga-Statistik
(Stand: Ende der Saison 2011/12)